# 国家オリンピックスポーツセンター

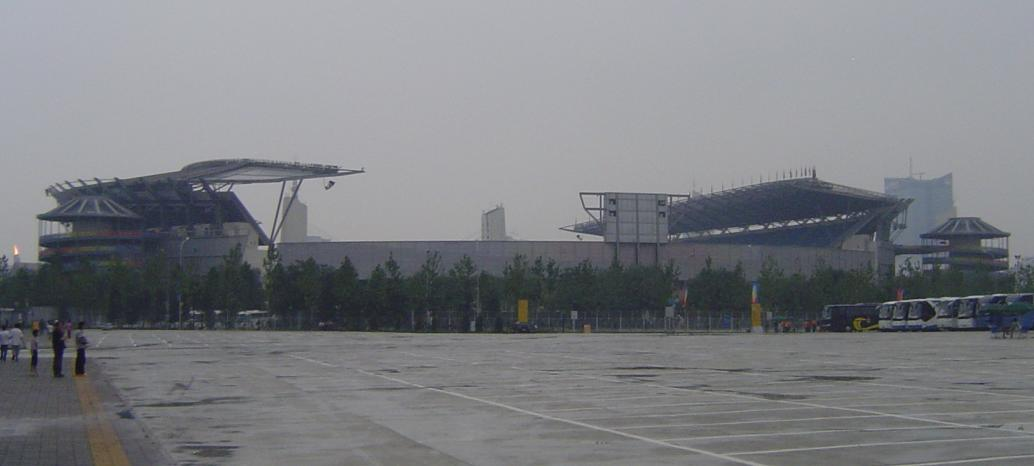
スタジアム

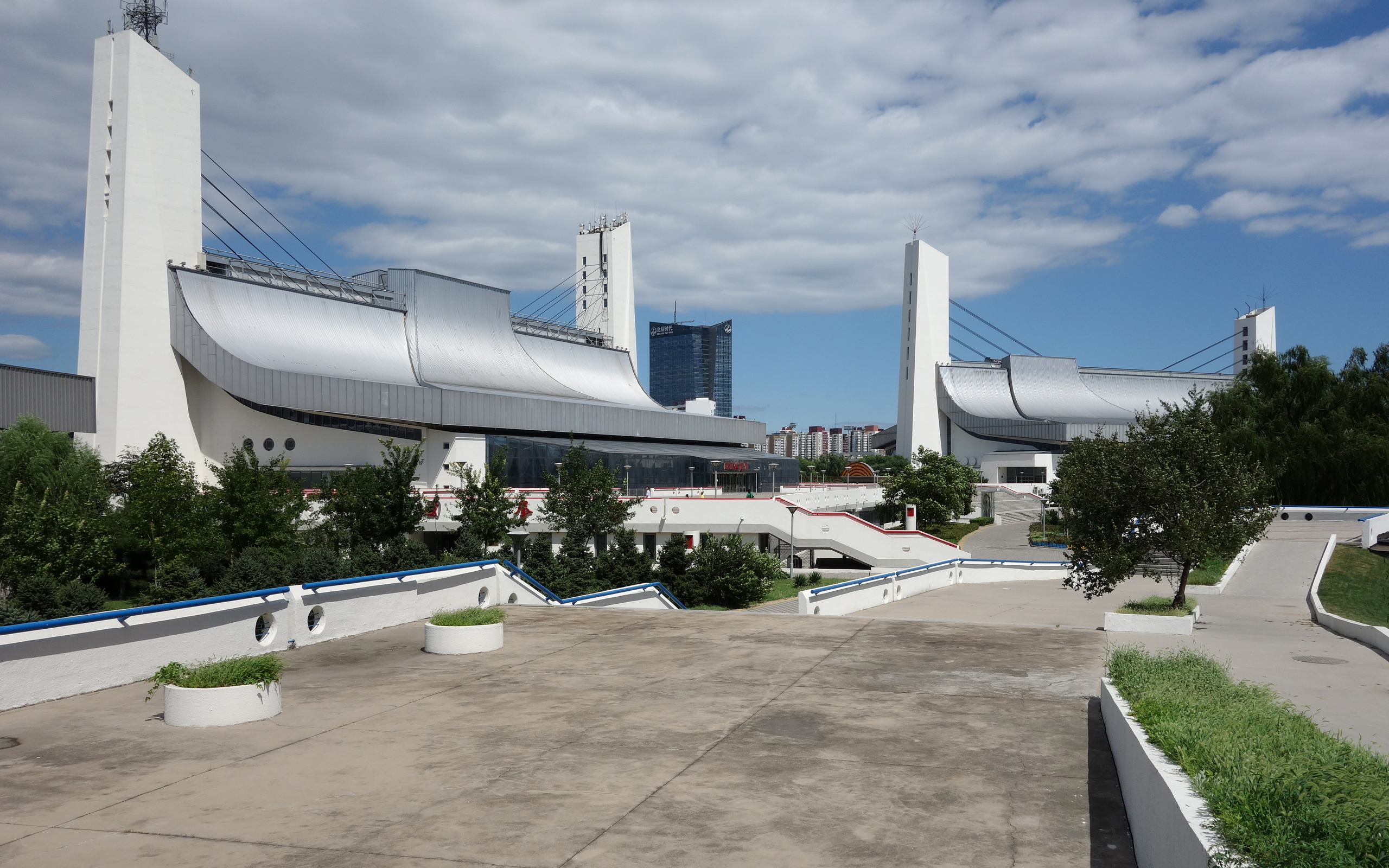
体育館

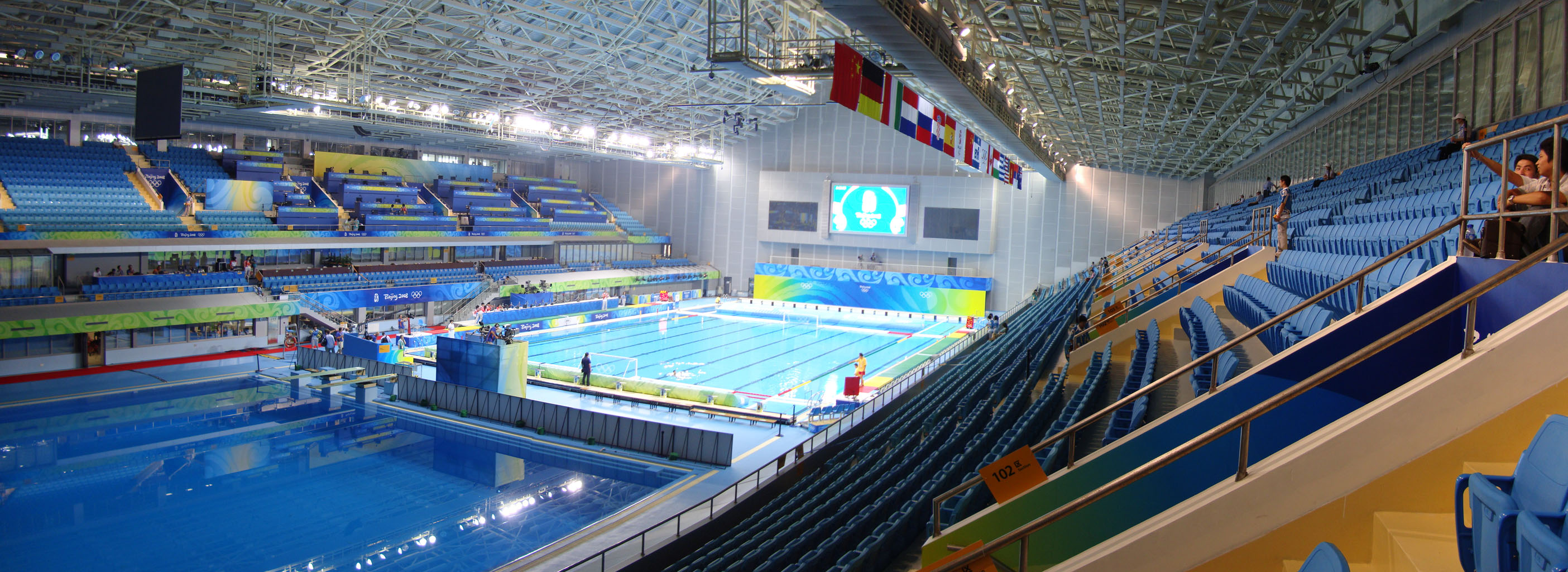
英東遊泳館

国家オリンピックスポーツセンター（中: 国家奥林匹克体育中心）は中国北京市に1990年アジア競技大会開催のために整備されたスポーツ施設。1990年代の北京十大建築でもあった。
1986年に着工。1990年までに完成した。90年のアジア大会のほか、2001年のユニバーシアード、2008年の北京オリンピックの会場として使用された。

## 施設
- スタジアム
- 体育館
- 英東遊泳館
- ホッケー場